# Estação Belém
A Estação Belém é uma das estações da Linha 3–Vermelha do Metrô de São Paulo. 
Inaugurada em 5 de setembro de 1981, está localizada na Avenida Alcântara Machado, no Belém, Zona Leste de São Paulo.
É ligada à estação Bresser–Mooca através do único túnel existente na parte Leste da Linha 3–Vermelha e à estação Tatuapé por meio de um viaduto sobre a Avenida Salim Farah Maluf. A estação está próxima ao Pátio Metrô Belém.

## Características
Estação com mezanino de distribuição sobre plataforma central em superfície, estrutura em concreto aparente e cobertura com pré-moldados de concreto. Possui acesso para pessoas portadoras de deficiência física através de rampas. A estação esta integrada com Terminal de Ônibus Urbano e estacionamento. Capacidade de até 20 mil passageiros por dia.
Em 2023, passou a operar com portas de plataforma, sendo a segunda estação da Linha Vermelha a contar com o dispositivo, após a instalação das mesmas na estação Vila Matilde, que já operavam desde 2016.

## Obras de arte
A estação não faz parte do "Roteiro da Arte nas Estações" (Metrô de São Paulo).

## Tabela
| Linha      | Terminais                                    | Estações | Principais destinos                                                                                         | Duração das viagens (min) | Intervalo entre trens (min) | Funcionamento                                                        |
| ---------- | -------------------------------------------- | -------- | --- | ------------------------- | --------------------------- | -------------------------------------------------------------------- |
| 3 Vermelha | Palmeiras–Barra Funda ↔ Corinthians–Itaquera | 18       | Barra Funda, Santa Cecília, República, Sé, Brás, Belém, Tatuapé, Penha, Vila Matilde, Artur Alvim, Itaquera | 32                        | 2                           | Diariamente, das 4h40 à 0 hora. Aos sábados, até a 1 hora de domingo |

| Sigla | Estação | Inauguração           | Capacidade                   | Integração               | Plataformas | Posição    | Notas                                      |
| ----- | ------- | --------------------- | ---------------------------- | ------------------------ | ----------- | ---------- | ------------------------------------------ |
| BEL   | Belém   | 5 de setembro de 1981 | 20 mil passageiros hora/pico | Bilhete Único da SPTrans | Central     | Superfície | Estação com estrutura de concreto aparente |